# Cyclocephala borburatae
Cyclocephala borburatae är en skalbaggsart som beskrevs av S. Endrödi 1980. Cyclocephala borburatae ingår i släktet Cyclocephala och familjen Dynastidae. Inga underarter finns listade i Catalogue of Life.